# Van Wilder: Freshman Year
Van Wilder: Freshman Year is de derde film in de reeks van Van Wilder en is in mei 2010 uitgebracht.

## Verhaal
Van Wilder (Bennett) is onderweg naar de een conservatiefste universiteit waar seks absoluut verboden is en de mannen verplicht zijn om in dienst te gaan. Van Wilder houdt hier absoluut niet van en zorgt ervoor om alles naar zijn hand te zetten. Dat lukt hem aardig, al moet hij er wel veel moeite voor doen.

## Rolverdeling
| Acteur              | Personage            |
| ------------------- | -------------------- |
| Jonathan Bennett    | Van Wilder           |
| Kristin Cavallari   | Kaitlin Hays         |
| Jerry Shea          | Yu Dum Fok           |
| Nestor Aaron Absera | Farley               |
| Kurt Fuller         | Dean Charles Reardon |
| Steve Talley        | Dirk Arnold          |
| Nic Nac             | Corporal Benedict    |
| Meredith Giangrande | Eve                  |